# Hans Van Alphen
Hans Van Alphen (Turnhout, 12 januari 1982) is een Belgische voormalige atleet die gespecialiseerd was in de meerkamp. Hij bracht het Belgische record op de tienkamp in 2012 op 8519 punten. Zijn beste prestatie leverde hij in 2012 op de Olympische Spelen in Londen, waar hij een vierde plaats voor zich opeiste. Hij werd in 2005 Belgisch kampioen op de tienkamp. Hans Van Alphen is aangesloten bij atletiekclub Vilvoorde AC.

## Loopbaan

### Begin loopbaan
Hans Van Alphen begon met atletiek toen hij acht jaar was. Nadat hij tweemaal een scholencross had gewonnen raadde zijn buurvrouw hem aan om lid te worden van de plaatselijke atletiekvereniging van Arendonk. Bij die vereniging deed hij in de winter aan veldlopen en in de zomer aan baanatletiek. Na een aantal jaar spitste Van Alphen zich alleen nog maar toe op de baanatletiek. Rond die tijd zat er een meerkamper, Serge De Smedt, bij zijn vereniging die meerdere malen Belgisch kampioen meerkamp werd tussen 1995 en 2001. Daardoor raakte Van Alphen geïnspireerd en wilde hij meetrainen met de meerkampers.

### Werken en sporten
Na de middelbare school besloot Van Alphen fysiotherapie te studeren aan de Katholieke Universiteit Leuven, die voorrang kreeg boven zijn sportcarrière. In 2005 studeerde hij af en besloot hij te werken bij een zelfstandige praktijk. Toen begon de atletiek ook weer belangrijker te worden in zijn leven. Dit was niet onsuccesvol: hij werd datzelfde jaar nationaal kampioen op de tienkamp.
De progressie trok Van Alphen door in 2006: zo werd hij bij de Belgische indoorkampioenschappen derde bij het verspringen met een sprong van 7,34 m en stond hij aan het eind van het jaar met een score van 7411 punten als vijfde op de Belgische ranglijst aller tijden gerangschikt.

### Als eerste voorbij 8000 punten
In 2007 brak Hans Van Alphen door: tijdens de Europa Cup (eerste divisie) verbeterde hij zich met meer dan 500 punten tot een score van 7930. In augustus 2007 schreef de inwoner van Ravels geschiedenis door tijdens de Universiade in Bangkok op de tienkamp als eerste Belg de 8000 puntengrens te passeren en met 8047 punten een Belgisch record neer te zetten. Hij veroverde er in Bangkok niet alleen een zilveren plak mee, maar zette zichzelf ook op de 21-ste plaats van de wereldranglijst. Bovendien passeerde hij de limiet voor de wereldkampioenschappen van Osaka en de Olympische Spelen in Peking in 2008. Dat het geen uitschieter was geweest, bewees Hans Van Alphen vervolgens bij de wereldkampioenschappen in Osaka, enkele weken later. Hij behaalde 8034 punten, dertien punten beneden zijn recordtotaal van amper drie weken ervoor. Hij eindigde ermee op een elfde plaats.
In oktober 2007 kreeg Van Alphen van BLOSO een voltijds sponsorcontract aangeboden. Als gevolg daarvan besloot de enige Vlaamse meerkamper op topniveau om met onmiddellijke ingang zijn kinepraktijk te sluiten, teneinde zich volop te kunnen toeleggen op de Olympische Spelen in Peking.

### Gouden Spike en Olympische Spelen
Begin 2008 kreeg Hans Van Alphen de Gouden Spike uitgereikt als bekroning van een jaar, waarin hij zich als een komeet naar de nationale top katapulteerde. Vooral het feit dat hij in 2007 als eerste Belgische tienkamper niet een- maar zelfs tweemaal de 8000 punten was gepasseerd en dit kort na elkaar had gerealiseerd in hoogstaande Aziatische competities, was doorslaggevend geweest. 
 Het profcontract dat Van Alphen in oktober 2007 kreeg, betaalde zich in 2008 nog niet uit en hij had al vroeg in het seizoen last van kwaaltjes. Hans Van Alphen kwam in actie tijdens de prestigieuze Hypo-Meeting in Götzis, maar kwam hier niet tot zijn puntenaantallen van het jaar ervoor. Hij bleef steken op 7634 punten, wat goed was voor een vijftiende plek. In augustus nam hij deel aan de Olympische Spelen, maar hij blesseerde zich al na het openingsnummer, de 100 meter. Hij kon nog de volgende drie onderdelen volbrengen, maar moest daarna afhaken. Na de Spelen werd het duidelijk dat de adductoren gedeeltelijk waren afgescheurd en dat hij een stressfractuur had in zijn bekken.

### Trainerswissel
Hans Van Alphen besloot na het teleurstellende seizoen 2008 te wisselen van trainer en Wim Vandeven, onder andere trainer van Tia Hellebaut te kiezen als hoofdcoach. Het jaar daarna was vooral een revalidatiejaar en hij sloeg dan ook het grootste deel van het seizoen over. Bij de Décastar in Talence in september was hij echter wel weer fit en verbeterde zijn persoonlijke record tot 8070 punten. 2010 doorliep Van Alphen in tegenstelling tot de twee voorgaande jaren wel blessureloos. Dit leverde hem een vijfde plek bij de Europese kampioenschappen van Barcelona op, waar hij zijn persoonlijke record verbeterde tot 8072 punten. Later in het jaar scherpte hij dat nog wat verder aan tijdens de Dècastar.

### Gemiste wereldkampioenschappen
Van Alphen deed in 2011 mee aan de Europese indoorkampioenschappen in Parijs waar hij debuteerde bij een internationaal indoorkampioenschap. Hij eindigde uiteindelijk als negende. In mei, tijdens het outdoorseizoen, kwam hij in actie bij de Hypo-Meeting waar hij als elfde eindigde met 8045 punten. Later in juni verbeterde hij zijn persoonlijke record tot 8120 punten en leek zich daarmee te kwalificeren voor de wereldkampioenschappen van Daegu. Echter, doordat Thomas Van Der Plaetsen bij de Europese kampioenschappen voor neo-senioren het Belgisch record verbeterde tot 8157 punten, werd niet Van Alphen maar Van Der Plaetsen uitgezonden naar Daegu. In september 2012 verbeterde Hans Van Alphen het Belgische record van Van Der Plaetsen tijdens de Dècastar.

### Geslaagde Spelen
Het jaar 2012 kan worden gezien als de tweede doorbraak voor Van Alphen: bij de seizoensopener van de tienkamp: de Hypo-Meeting in Götzis, verbeterde hij zijn nationale record met ruim 300 punten en won hij op de afsluitende 1500 m genoeg punten op de Nederlander Eelco Sintnicolaas om de wedstrijd te winnen. Ondanks deze winst en een derde plek op de internationale ranglijst schatte Van Alphen zichzelf niet als favoriet voor een medaille, maar mikte hij op een top-acht positie voor de Olympische Spelen van Londen. Dit doel wist hij te bereiken: hij werd vierde met een score van 8447 punten. Naderhand gaf hij aan dat het speerwerpen hem had genekt: de nummer drie Leonel Suárez wierp daar vijftien meter verder. Van Alphen completeerde zijn seizoen met een overwinningen bij de Dècastar met 8293 punten, wat ervoor zorgde dat hij bovenaan het klassement eindigde van de IAAF World Combined Events Challenge.

### Blessureleed
Begin 2013 kwam Van Alphen tijdens een polsstoktraining slecht neer en kwetste zich aan de ligamenten. Hij miste daardoor de wereldkampioenschappen. Ook in 2014 slaagde hij door blessures niet in zich te plaatsen voor de Europese kampioenschappen. De Décastar in Talence is eind 2014 zijn eerste tienkamp in meer dan twee jaar. Ook in 2015 diende hij door blessures verschillende tienkampen af te zeggen. Eind 2015 trachtte hij zich op de Décastar te plaatsen voor de Olympische Spelen in Rio. Een valse start op het eerste nummer maakte dat al meteen onmogelijk. Ook in 2016 diende hij wegens een lichte blessure af te zeggen voor de Hypo-Meeting in Götzis. De Europese kampioenschappen in Amsterdam waren zijn laatste kans voor selectie voor de Olympische Spelen in Rio. Hij moest opgeven en kon zich daardoor niet plaatsen. Eind 2016 zette hij een punt achter zijn professionele carrière.

## Belgisch kampioenschap
| Onderdeel | Jaar |
| --------- | ---- |
| tienkamp  | 2005 |

## Statistieken

### Persoonlijke records

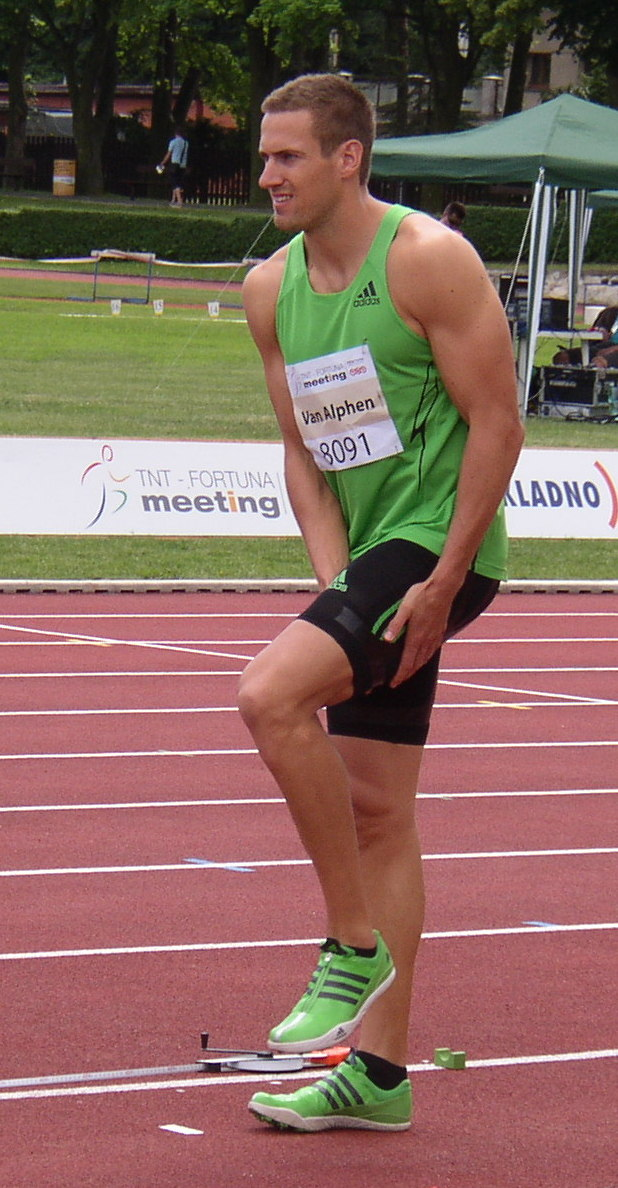
Hans Van Alphen (Kladno 2011)

Outdoor
| Onderdeel            | Prestatie | Wind (m/s) | Datum             | Plaats  |
| -------------------- | --------- | ---------- | ----------------- | ------- |
| 100 m                | 10,96 s   | +1,0       | 26 mei 2012       | Götzis  |
| 400 m                | 48,25 s   |            | 12 augustus 2007  | Bangkok |
| 1500 m               | 4.17,51   |            | 20 september 2009 | Talence |
| 110 m horden         | 14,55 s   | +0,4       | 27 mei 2012       | Götzis  |
| hoogspringen         | 2,06 m    |            | 26 mei 2012       | Götzis  |
| polsstokhoogspringen | 5,00 m    |            | 23 augustus 2015  | Heusden |
| verspringen          | 7,64 m    | +1,5       | 8 augustus 2012   | Londen  |
| kogelstoten          | 15,97 m   |            | 19 juli 2014      | Heusden |
| discuswerpen         | 51,89 m   |            | 13 mei 2012       | Beveren |
| speerwerpen          | 67,59 m   |            | 19 mei 2012       | Leuven  |
| tienkamp             | 8519 (NR) |            | 26/27 mei 2012    | Götzis  |

Indoor
| Onderdeel            | Prestatie | Datum            | Plaats |
| -------------------- | --------- | ---------------- | ------ |
| 60 m                 | 7,08      | 2 februari 2008  | Gent   |
| 1000 m               | 2.37,06   | 6 maart 2011     | Parijs |
| 60 m horden          | 8,19      | 19 februari 2006 | Gent   |
| hoogspringen         | 1,94 m    | 5 maart 2011     | Parijs |
| polsstokhoogspringen | 4,90 m    | 6 maart 2011     | Parijs |
| verspringen          | 7,34 m    | 19 februari 2006 | Gent   |
| kogelstoten          | 15,62 m   | 6 februari 2010  | Gent   |
| zevenkamp            | 5938 p    | 5/6 maart 2011   | Parijs |

### Opbouw PR meerkamp en potentie op basis van PR's
In de tabel staat de uitsplitsing van het persoonlijk record op de tienkamp. In de kolommen ernaast staat ook het potentieel record, met alle persoonlijke records op de losse onderdelen en de bijbehorende punten.
|                      | Uitsplitsing PR | Uitsplitsing PR | Uitsplitsing PR |              | Potentieel record | Potentieel record |
| Onderdeel            | Prestatie       | Wind (m/s)      | Punten          | Pers. record | Punten            |                   |
| -------------------- | --------------- | --------------- | --------------- | ------------ | ----------------- | ----------------- |
| 100 m                | 10,96           | +1,0            | 870             | 10,96        | 870               |                   |
| verspringen          | 7,62            | +1,1            | 965             | 7,64         | 970               |                   |
| kogelstoten          | 15,23           |                 | 804             | 15,97        | 849               |                   |
| hoogspringen         | 2,06            |                 | 859             | 2,06         | 859               |                   |
| 400 m                | 49,54           |                 | 836             | 48,25        | 897               |                   |
| 110 m horden         | 14,55           | +0,4            | 905             | 14,55        | 905               |                   |
| discuswerpen         | 45,45           |                 | 776             | 51,89        | 910               |                   |
| polsstokhoogspringen | 4,96            |                 | 898             | 5,00         | 910               |                   |
| speerwerpen          | 64,15           |                 | 800             | 67,59        | 853               |                   |
| 1500 m               | 4.20,87         |                 | 806             | 4.17,51      | 830               |                   |
| Puntentotaal         |                 |                 | 8519            |              | 8853              |                   |

## Palmares

### 2004
- 21ste tweede league Europa Cup in Riga - 6602 p.

### 2005
- 21ste tweede league Europa Cup in Maribor - 5708 p.
- BK in Izegem - 7064 p.

### 2006
- Nordrhein-Mehrkampfmeisterschaften Wesel - 7411 p.
- 6e tweede league Europa Cup in Monzon - 7235 p.

### 2007
- eerste league Europa Cup in Szczecin - 7930 p.
- Universiade (Bangkok) - 8047 p.
- 11e WK - 8034 p.

### 2008
- 15e Hypomeeting Götzis - 7634 p.
- DNF OS

### 2009
- 5e Décastar Talence - 8070 p.

### 2010
- 13e Hypomeeting - 7928 p.
- 5e EK in Barcelona - 8072 p.
- 6e Decastar Talence - 8091 p.

### 2011
- 9e EK indoor in Parijs - 5938 p.
- 11e Hypomeeting - 8045 p.
- TNT-Fortuna Meeting in Kladno - 8120 p.
- Decastar Talence - 8200 p.

### 2012
- Hypomeeting - 8519 p
- 4e OS - 8447 p
- Décastar - 8293 p
- IAAF World Combined Events Challenge - 25259 p

## Onderscheidingen
- 2007: Gouden Spike
- 2009: Bronzen Spike
- 2010: Bronzen Spike
- 2012: Gouden Spike
- 2012: Vlaams Sportjuweel
- 2012: Vlaamse Prijs voor Sportverdienste

## Televisie
- De Verraders (2023) - als zichzelf

1982 Annie Lambrechts · 1983 Eddy Annys · 1984 Ingrid Berghmans · 1985 niet uitgereikt · 1986 William Van Dijck · 1987 Wim Van Belleghem · 1988 Robert Van de Walle · 1989 niet uitgereikt · 1990 Ulla Werbrouck · 1991 Sabine Appelmans · 1992 Annelies Bredael · 1993 Gella Vandecaveye · 1994 Brigitte Becue · 1995 Fred Deburghgraeve · 1996 Luc Van Lierde · 1997 Stefan Everts · 1998 Sven Nys · 1999 Marleen Renders · 2000 Filip Meirhaeghe · 2001 Kim Clijsters · 2002 Kim Gevaert · 2003 Benny Vansteelant · 2004 Gino De Keersmaeker · 2005 Kathleen Smet · 2006 Tia Hellebaut · 2007 estafetteploeg 4x100m dames · 2008 Kenny De Ketele · 2009 Tom Goegebuer · 2010 Cédric Van Branteghem · 2011 Evi Van Acker · 2012 Hans Van Alphen and Marieke Vervoort · 2013 Frederik Van Lierde · 2014 Bart Swings · 2015 Jaouad Achab · 2016 Peter Genyn · 2017 Seppe Smits · 2018 Nina Derwael · 2019 Emma Meesseman · 2020 niet uitgereikt · 2021 Belgische hockeyploeg (mannen) · 2022 Remco Evenepoel  · 2023 Lotte Kopecky